# Архіватор
Архіватор — програмне забезпечення, що використовується для об'єднання файлів у один архівний файл для полегшення чи більшої зручності передачі або зберігання. Архіватори можуть використовувати стиснення без втрат певним форматом для зменшення розміру архіву.
Процес створення файлу називається архівуванням, відновлення оригінального стану файлів — розархівуванням. Існує багато архіваторів. Серед них найвідоміші: ZIP, DIET, ICE, LHA, LHARC, LZH, LZEXE, NARC, PAK, PKARC, PKLITE, PKXARC, PKPAK, PKZIP, PKUNZIP, RAR, ZOO.
Існує декілька методів стиснення інформації, що міститься у файлах. Мабуть, найпростішим із них є алгоритм Гаффмана, який полягає в заміні стандартних 8-бітових ASCII-кодів бітовими рядками змінної довжини в залежності від частоти використання символу так, щоб символи, що використовуються частіше, мали меншу довжину. До речі, легко зрозуміти, що у текстах найчастіше зустрічається символ «пробіл», ASCII-код якого має номер 32. Можна поширити цю ідею на пари, трійки і т. д. символів. При цьому можна одержати суттєвий виграш. Дійсно, візьміть, наприклад, дві пари символів «по» та «хщ». Ви можете назвати багато слів із першим сполученням, тоді як інше зустрічається дуже рідко. А при стандартному ASCII-кодуванні на кожне зі сполучень витрачається порівну бітів — по 16. Серед інших методів, які широко застосовуються в архіваторах для стиснення інформації у файлах можна відзначити алгоритм Лемпеля-Зіва.

## Типи розширень програм-архіваторів
Найпоширеніші розширення архівних файлів: .rar, .zip, .tar, .arj, .ace, uee, .z, .gz, .bz2, .uue, .7z, .lzh, .iso, .cab, .uha та багато інших.